# Élections constituantes de 1945 en Guadeloupe
Les élections constituantes françaises de 1945 se déroulent le 21 octobre.

## Mode de scrutin
Les députés métropolitains sont élus selon le système de représentation proportionnelle suivant la règle de la plus forte moyenne dans le département, sans panachage ni vote préférentiel. Il y a 586 sièges à pourvoir.
Dans le département de Guadeloupe, deux députés sont à élire dans deux circonscriptions (découpage de 1927) au scrutin uninominal majoritaire à deux tours. Un second tour est prévu le 4 novembre si aucun candidat ne dépasse les 50%.

## Alliance
Un accord est conclu entre socialistes et communistes (l’Entente Prolétarienne) pour faciliter l’élection aux deux sièges de député de leurs deux leaders politiques, Rosan Girard, du PCF, dans la première circonscription et Paul Valentino, de la SFIO, dans la deuxième circonscription.
Mais, en dépit de cet accord, Paul Valentino décide, juste avant la clôture des dépôts de candidature, de présenter Eugénie Éboué-Tell comme candidate SFIO dans la première circonscription.

## Élus
Les deux députés élus sont : 
| Identité           | Parti |
| ------------------ | ----- |
| Eugénie Éboué-Tell | SFIO  |
| Paul Valentino     | SFIO  |

## Résultats

### 1recirconscription (Basse-Terre plus Iles)
|          | SFIO     | Eugénie Éboué-Tell | 14 441 | 59.40  |  |  |
|          | PCF      | Rosan Girard       | 9 870  | 40.60  |  |  |
|          |          |                    |        |        |  |  |
| Inscrits | Inscrits | Inscrits           | 45 383 | 100,00 |  |  |
| Votants  | Votants  | Votants            | 25 020 | 55.13  |  |  |
| Exprimés | Exprimés | Exprimés           | 24 311 | 97.17  |  |  |

### 2ecirconscription (Grande-Terre plus Baie-Mahault)
|          | SFIO       | Paul Valentino    | 21 703 | 92,77  |  |  |
|          | Rad-soc    | Maurice Satineau  | 1 372  | 5,87   |  |  |
|          | Nat.       | Sylvère Alexandre | 174    | 0,74   |  |  |
|          | diss. SFIO | Octave Chanlot    | 146    | 0,62   |  |  |
|          |            |                   |        |        |  |  |
| Inscrits | Inscrits   | Inscrits          | 63 145 | 100,00 |  |  |
| Votants  | Votants    | Votants           | 23 745 | 37,60  |  |  |
| Exprimés | Exprimés   | Exprimés          | 23 394 | 98,52  |  |  |